# Dilophura caudata
Dilophura caudata är en fjärilsart som beskrevs av Jordan 1907. Dilophura caudata ingår i släktet Dilophura och familjen Thyrididae. Inga underarter finns listade i Catalogue of Life.